# Mosse di wrestling
Lo scopo dell'utilizzo di una mossa di attacco è quello di sfinire o stordire il contendente prima di tentare uno schienamento od una sottomissione. 

L'intero combattimento infatti, corrisponde in una serie di mosse che si alternano e si contrappongono in base alla forza ed alla resistenza dei due lottatori e determinano quale dei due possa infine tentare il fall (cioè raggiungere la fine del match) ed aggiudicarsi la vittoria.
Accanto ad alcuni dei termini qui sotto elencati vi è posta tra parentesi la traduzione letterale in lingua italiana mentre nei casi in cui esiste un termine in italiano vi è indicato il corrispettivo termine in inglese.

## Colpi e mosse di striking
I colpi e le mosse di striking sono usati come manovre offensive nel wrestling professionistico che a volte possono essere usati per preparare un avversario a subire una finisher. Esiste un'ampia varietà di colpi nel wrestling professionistico e molti sono conosciuti con diversi nomi. I lottatori danno spesso nuovi nomi alle loro finisher. Occasionalmente, questi nomi diventano popolari e vengono utilizzati indipendentemente dal lottatore che esegue la tecnica.

## Body Press
Una manovra che viene eseguita in corsa, usando lo slancio e il proprio peso per travolgere l'avversario con il busto.

### Body Avalanche
Il wrestler posiziona brevemente l'avversario nell'angolo del ring per terra tenendolo per i piedi, per poi saltargli addosso, colpendo con il petto e l'area addominale mentre lancia entrambe le braccia verso l'interno come in un abbraccio, schiacciando l'avversario. Questo è normalmente usato da lottatori più grandi e pesanti.

### Stinger Splash
Una variante innovata e resa popolare da Sting. Coinvolge il lottatore che intrappola l'avversario in un angolo. Il lottatore carica l'avversario, di solito dall'angolo opposto, lanciandosi contro di lui a tutta velocità e colpendolo mentre si aggrappa alle corde superiori.

### Thesz Press
Questa mossa, originariamente chiamata forbici del corpo volante, è stata innovata e resa popolare da Lou Thesz.
Vede il lottatore attaccante saltare verso un avversario in piedi, facendolo cadere sulla schiena, sedendosi sulla sua vita e bloccandolo in una bodyscissor. Una variante, resa popolare da Stone Cold Steve Austin, vede il lottatore attaccante saltare su un lottatore in carica da una posizione eretta, attaccandolo con dei pugni.

### Vertical Press
Conosciuto anche come vertical splash body press, questa variante è eseguita da un lottatore che carica (di solito in piedi sulla seconda o sulla terza corda) contro un avversario in piedi, atterrando sul petto e sulle spalle dell'avversario rimanendo in posizione verticale. Il lottatore sfrutta lo slancio per spingere l'avversario al tappeto in una seated senton.

## Chop
È uno schiaffo laterale che viene dato sul collo, sulle spalle o sul petto dell'avversario.

### Backhand Chop
Conosciuto anche come knife edge chop, viene eseguito da un lottatore che colpisce il petto dell'avversario con uno schiaffo laterale verso l'alto..

### Cross Chop
Una doppia variazione del suddetto colpo, dove il lottatore si lancia in avanti o salta in avanti mentre incrocia le braccia a forma di "X", per poi colpire i lati del collo dell'avversario con entrambe le mani.

### Spinning Knife Edge Chop
In questa variante, il lottatore fa fare un giro di 180° o di 360° alla mano, per poi colpire il petto dell'avversario in modo più forte.

### Kesagiri Chop
Uno schiaffo in diagonale diretto verso il basso, che colpisce un lato del collo o della spalla dell'avversario.

### Mongolian Chop
L'atto di colpire sia le spalle che i lati del collo dell'avversario con entrambe le mani, in maniera oscillante verso il basso.

### Overhead Chop
Il lottatore porta indietro una mano e colpisce l'avversario verticalmente, di solito colpendo la parte superiore della sua testa. Questa mossa è utilizzata principalmente da lottatori di grandi dimensioni, come The Great Khali e Andre the Giant .

### Throat Thrust
Conosciuto anche come colpo alla gola. Simile a un montante di wrestling convenzionale, il lottatore colpisce la gola dell'avversario, spingendola verso l'alto con la punta di tutte e cinque le dita della mano.

## Double Axe Handle
Conosciuto anche come Shining Hammer prende il nome dal suo innovatore , Ivan Putski. Comincia con un lottatore attaccante che stringe entrambe le mani insieme, spingendole verso il basso per colpire la testa, la schiena o il volto dell'avversario. I molti nomi di questa mossa derivano dalla sua somiglianza con un colpo dato con una mazza o un'ascia verso il basso. C'è anche una variante eseguita dalla terza corda.

### Discus Double Axe Handle
Il lottatore esegue un "discus" prima di stringere le mani e colpire l'avversario in una Double Axe Handle.

## Drop
Attacchi in cui un lottatore attaccante salta e cade su un avversario a terra, colpendolo con una parte specifica del corpo.

### Chop Drop
Il lottatore cade in avanti o si lancia in avanti, colpendo un avversario sdraiato con una Kesagiri Chpp durante la caduta, di solito atterrando in posizione inginocchiata.

### Elbow Drop
Una mossa in cui un lottatore salta o cade su un avversario spingendo un suo gomito in basso, in modo da colpire qualsiasi punto del corpo dell'avversario. Una generica Elbow Drop vede un lottatore sollevare un gomito prima di cadere di lato e colpire il volto dell'avversario.
Un'altra variante dell'Elbow Drop è la caduta Pointed Elbow Drop, che vede un lottatore sollevare entrambi i gomiti e cadere direttamente in avanti lasciando cadere uno o entrambi i gomiti sull'avversario.

### Corkskrew Elbow Drop
Questa variazione vede il lottatore alzare un gomito prima di cadere e girarsi contemporaneamente mentre cade di lato, colpendo l'avversario con il gomito su qualsiasi parte del corpo. A volte, il lottatore fa oscillare una gamba verso il basso prima di cadere, guadagnando slancio per la torsione del cavatappi, inventata per la prima volta da "Nature Boy" Buddy Landel nel 1984.

### Spinning Headlock Elbow Drop
Questo è qualsiasi colpo di gomito che viene eseguito dopo aver applicato una presa alla testa, la variante più conosciuta è la Inverted Facelick Elbow Drop, in cui un lottatore mette l'avversario in una Inverted Facelock, e poi fa un giro di 180 °, lasciando cadere il gomito sul petto dell'avversario , spingendolo sul tappeto.

### Fist Drop
Un lottatore esegue una serie di gesti teatrali prima di saltare o cadere, spingendo un pugno sulla fronte dell'avversario. Utilizzato da lottatori tra cui Jerry Lawler , Ted DiBiase , The Honky Tonk Man e John Cena .
Esiste una variante chiamata karate fist drop, dove il lottatore si posiziona accanto a un avversario caduto in una posizione frontale nota come Zenkutsu dachi. Quindi il lottatore in ginocchio, puntando il pugno verso stomaco dell'avversario, per poi rialzarsi di nuovo.

### Head Drop
Una mossa dove un lottatore salta su un avversario, spingendo la sua testa di solito verso il viso o il busto dell'avversario.

### Knee Drop
Una mossa in cui un lottatore salta o cade su un avversario, spingendo il proprio ginocchio in qualsiasi punto del suo corpo. Viene spesso venduto come più potente se il lottatore rimbalza per primo sulle corde.

### Forearm Drop
Una mossa in cui il lottatore salta su un avversario spingendo il proprio avambraccio su qualsiasi punto del suo corpo.

## Elbow
Una gomitata vede il lottatore usare il gomito per colpire qualsiasi parte del corpo dell'avversario.

### Back Elbow
Conosciuto anche come Reverse Elbow, vede il lottatore dare la schiena a un avversario in piedi o in corsa, che verrà poi colpito al petto o al volto da una gomitata del lottatore.

### Corner Back Elbow
Il lottatore colpisce con una gomitata posteriore un avversario con le spalle al muro o bloccato contro l'angolo.

### Discus Back Elbow
Il lottatore guarda lontano dall'avversario, si gira e poi gli colpisce la faccia con un gomito all'indietro.

### Swinging Back Elbow
Il lottatore è rivolto verso l'avversario, che è inginocchiato e rivolto dall'altra parte del ring.
Il lottatore poi colpisce la nuca dell'avversario con una gomitata oscillante.

### Bionic Elbow
Questa mossa è un colpo che viene eseguito da una posizione alta, con il lottatore che si lancia verticalmente verso il pavimento, facendo cadere la punta del gomito direttamente sul bersaglio. dell'avversario. Questo tipo di " gomito 12-6 " è illegale nelle Regole Unificate delle Arti Marziali Miste .

### Elbow Drop
Il lottatore si avvicina a un avversario con le spalle al muro e si arrampica con una gamba sulla seconda o sulla terza corda. Il lottatore quindi salta giù dalle corde, sferrando un gomito bionico sulla testa, sul collo o sulla spalla dell'avversario.

### Elbow Smash
Il lottatore fa un movimento di pugno, ma piega la mano verso il petto in modo che il suo gomito ed il suo l'avambraccio entrino in contatto.

### Rolling Elbow
In questa mossa, inventata da Mitsuharu Misawa , il lottatore di fronte all'avversario gira di 180° rispetto alla sua posizione, colpendolo con una gomitata. Un'altra variante vede il lottatore affrontare prima l'avversario, ruotando di 360 ° per poi frontegguarlo nuovamente mentre lo colpisce.

### Crucifix Elbow
In questa mossa, il lottatore mette il suo avversario in una presa del crocifisso e poi lo colpise ripetutamente con il gomito.

### Side Elbow
Questa mossa viene eseguita con l'avversario dietro il lottatore, quest ultimo fa un passo laterale e spinge un gomito contro gabbia toracica dell'avversario.

## Forearm
Il lottatore attaccante colpisce l'avversario usando uno o entrambi gli avambracci.

### European Uppercut
Il lottatore esegue prima una rapida presa sull'avversario per poi colpirlo sotto il mento con l'avambraccio a mo' di montante.

### Forearm Chop
Il lottatore stringe entrambi i pugni e alza entrambe le braccia, colpendo i lati della testa di un avversario con un movimento lancinante.

### Forearm Club
Un lottatore attaccante usa una mano per afferrare un avversario per la nuca o per i capelli e lo inclina in avanti mentre estende l'altro braccio in posizione sollevata, stringendo il pugno prima di lanciare l'avambraccio in avanti sull'avversario, colpendolo sulla schiena.

### Forearm smash
Un lottatore colpisce l'avversario alla testa o alla gabbia toracica verso l'alto e / o lateralmente con un avambraccio per farlo cadere sul tappeto.

### Flying Forearm Smash
Mentre corre verso un avversario (di solito dopo essere rimbalzato sulle corde), il lottatore salta in aria, planando sull'avversario e colpendolo con l'avambraccio.

### Running Forearm Smash
Un lottatore carica l'avversario alzando un braccio, spingendolo verso la sua testa o la sua spalla con un movimento oscillante.

### Sliding Forearm Smash
Mentre corre verso un avversario (di solito dopo essere rimbalzato sulle corde), un lottatore attaccante estende l'avambraccio in avanti e fa una scivolata sul tappeto prima di colpire l'avversario.

## Headbutt
Un attacco in cui un lottatore usa la testa per colpire una parte del corpo dell'avversario, solitamente la fronte o il mento (a differenza di un legittimo colpo di testa ), per stordire il bersaglio, contando sulla durezza superiore della testa del lottatore e sullo slancio fornito per ferire il avversario senza ferire il lottatore. Molti lottatori sferrano una testata alla testa di un avversario dopo averla afferrata con una mano.

### Battering Ram
Il lottatore si trova di fronte a un avversario in posizione verticale, abbassa la testa e poi salta o carica in avanti, spingendo la parte superiore della sua testa nell'addome dell'avversario.

### Crawling Headbutt
Facendo alzare l'avversario dopo essersi sdraiato sul tappeto, il lottatore striscia a quattro zampe, sbattendo la testa contro la fronte, la spalla o la parte centrale dell'avversario.

### Trapping Headbutt
Il lottatore tiene entrambe le braccia dell'avversario sotto le proprie e sferra una serie di testate all'avversario, che non è in grado di contrattaccare.

## Knee Strike
Un attacco in cui un lottatore colpisce un avversario usando il ginocchio.

### Double Knee
Un attacco in cui un lottatore in carica salta su un avverario a terra o di schiena, colpendo contemporaneamente con entrambe le ginocchia la sua testa, il suo petto o la sua schiena.

### Go To Sleep
A volte abbreviato in GTS , questa mossa vede un lottatore mettere un avversario in un Fireman'S Carry per poi farlo cadere di fronte a loro. Mentre l'avversario sta cadendo, il lottatore solleva rapidamente il ginocchio sinistro verso il viso dell'avversario. C'è anche una variante di questa mossa in cui un lottatore sostiene il proprio avversario in un Backbreaker Rack argentino e poi li fa saltare in aria , ma poi solleva un ginocchio contro di lui.
Una versione modificata vede il lottatore eseguire il GTS ma, invece di far cadere l'avversario per eseguire la mossa, getta le gambe dell'avversario all'indietro per poi ruotarle di 180 °, prima di eseguire il sollevamento del ginocchio sul viso dell'avversario o abbassarsi in ginocchio.

### High Knee
Un attacco in cui un lottatore carica l'avversario, poi salta in piedi e alza un ginocchio per colpire l'avversario, di solito al lato della testa.

### Running High Knee Strike
Questa variazione, più simile a un dropkick a gamba singola in corsa, vede il lottatore attaccante correre e saltare verso l'avversario mentre lancia un ginocchio in avanti per colpire il suo viso.

### Kitchen Sink
Un lottatore in piedi attende un avversario in carica, il più delle volte dopo un'Irish Whip. Il lottatore alza lateralmente un ginocchio dopo aver fatto un passo laterale, colpendo lo stomaco dell'avversario e spesso ribaltandolo.

### Knee Lift
Un attacco in cui un lottatore solleva il ginocchio per colpire l'avversario sotto il mento come se stesse eseguendo un montante. Questo può essere eseguito a metà clinch o con il lottatore attaccante che carica un avversario inginocchiato o piegato, sollevando il ginocchio verso l'alto per colpire sotto la mascella o il lato della testa. Una doppia variazione pone un lottatore in piedi di fronte all'avversario, quindi durante l'esecuzione del mezzo clinch, salta per lanciare entrambe le ginocchia verso l'alto per colpire il mento dell'avversario, quindi rilasciare la presa per ricadere in piedi.

### Shining Wizard
Dopo essere sceso dal ginocchio sollevato dell'avversario con un piede, il lottatore fa oscillare l'altra gamba e colpisce la testa dell'avversario con il lato del ginocchio o con lo stinco. Una leggera variazione vede il lottatore usare un enzuigiri in corsa sulla testa dell'avversario inginocchiato senza l'uso del ginocchio dell'avversario come leva.

### Spinning Knee
Conosciuto anche Discus Knee o Rolling Knee, il lottatore avanza verso un avversario seduto o piegato, esegue una rotazione di 360 ° e usa lo slancio per sferrare un colpo di ginocchio in salto alla testa dell'avversario.

## Palm Strike
Questa mossa vede il lottatore sferrare un colpo a mano aperta al viso o al petto dell'avversario. Molti di questi attacchi possono anche essere eseguiti con l'avversario in una Side Headlock .

### Forehand Chop
A volte indicato come Open Hand Chop. Nonostante il nome, si riferisce propriamente a uno schiaffo e non a una Chop. Il lottatore colpisce verso il basso il petto, la nuca o la schiena di un avversario, usando il palmo aperto della mano.

### Double Open Hand Chop
Chiamato anche Burning Chop, questa variante vede un lottatore in piedi colpire il petto di un avversario in carica con entrambi i palmi delle mani, in modo da farli cadere sul tappeto.

### Slap
Il lottatore sferra uno schiaffo a mano aperta sul viso, sul orecchie o sulla nuca dell'avversario. Questo semplice colpo è più spesso eseguito da degli heel.

### Uppercut
Propriamente parlando, un montante è un pugno usato nella boxe che di solito mira al mento dell'avversario. È, insieme al gancio e all'overhand, uno dei principali pugni che nelle statistiche contano come "Power punch", mentre nel wrestling qualsiasi pugno chiuso è considerato un attacco illegale . Pertanto, è una variante verso l'alto di un colpo a palmo aperto.

## Punch
Un attacco illegale che consiste in un semplice pugno chiuso, dato allo stomaco, alla parte bassa della schiena o alla testa dell'avversario.

### Back Fist
Spesso eseguito contro un avversario inginocchiato o seduto. In questa variante di un semplice pugno chiuso, il lottatore colpisce l'avversario con un pugno rovesciato, mirato alla testa o al petto, spesso ripetutamente.

### Spinning Back Fist
Il lottatore estende un braccio di lato orizzontalmente ed esegue un pugno girato mentre ruota rapidamente il suo corpo, colpendo l'avversario.

### Discus Punch
Chiamato anche pugno rotante o pugno tornado. L'attaccante esegue una rotazione di 180 o 360 gradi simile a un movimento di un disco e colpisce l'avversario alla testa con un gancio.

### Flapjack Punch
L'attaccante solleva in aria un avversario in carica come se stesse eseguendo un back body drop , ma invece di lanciarlo sopra la testa, l'attaccante spinge l'avversario verso l'alto, eseguendo un flapjack . Quando l'avversario cade a faccia in giù sul tappeto, l'attaccante colpisce l'avversario con un pugno al fegato.

### Heart Punch
Il lottatore solleva il braccio sinistro dell'avversario sopra la propria testa, a volte piegandolo anche dietro il collo, quindi lancia un forte dritto sul lato della sua gabbia toracica.

### Mounted Punch
Questo attacco coinvolge un lottatore in piedi sulle corde centrali o superiori, che colpisce l'avversario in faccia mentre è appoggiato al paletto del ring. Una variante vede il lottatore colpire un avversario a terra, mettendosi davanti o inginocchiandosi accanto a lui, mentre lo tiene in una presa con l'altro braccio.

### Superman Punch
Simile alla versione Muay Thai , questo attacco vede un lottatore saltare in aria, facendo scattare indietro la gamba posteriore prima di colpire con un diretto la testa dell'avversario.

### Wind-Up Punch
Una variazione teatrale in cui il lottatore ruota il braccio attaccante con un movimento "avvolgente" prima di colpire l'avversario, facendo sembrare il pugno più efficace.

### Pugno girato
Un pugno all'indietro viene eseguito con il praticante che chiude la mano in un pugno per poi colpire con la parte posteriore dello stesso l'avversario . Un pugno all'indietro rotante viene eseguito quando l'attaccante ruota di 360 gradi prima di sferrare il pugno, aggiungendo ulteriore slancio all'attacco.

### Casting Punch
Questo è un pugno usato nel Sambo e nelle MMA. Il praticante dà più slancio al pugno portando la sua spalla in avanti, facendo flettere il braccio piegato in avanti con un movimento a frusta. Questo stordisce l'avversario, che dopo il colpo può essere messo in clinch.

### Chain Punch
Un pugno appartenente principalmente al Wing Chun. L'attaccante sferra una grande quantità di pugni ad alta velocità contro l'avversario a distanza ravvicinata.

### Cross
Dalla posizione di guardia, la mano posteriore viene sferrata partendo da sotto al mento, viaggiando verso il bersaglio in linea retta. La spalla posteriore va in avanti e finisce per toccare l'esterno del mento stesso. Per proteggersi da eventuali attacchi, la mano anteriore può essere ritratta e nascosta contro il viso. Per ottenere maggiore potenza, il busto e i fianchi ruotano in senso antiorario (per la dominante della mano destra e in senso orario per la dominante della mano sinistra) mentre viene sferrato il dritto/croce.

### Double Axe Handle
Si uniscono entrambe le mani in un pugno e poi lo si spinge in basso in avanti, con un movimento simile al cilpo di un'ascia. È Considerato un pugno altamente inefficace, ma è ancora visto occasionalmente nel Wrestling professionale .

### Hammer Fist
Il pugno a martello è un colpo dato con la parte inferiore del pugno chiuso, che utilizza un'azione simile all'oscillazione di un martello, ma può anche essere usato in orizzontale come in un backfist.

### Haymaker
Un haymaker è tipicamente un gancio che viene tirato indietro e rilasciato con l'intero slancio del corpo del pugile. È progettato per porre fine al combattimento. Il pugno segue una traiettoria più ampia rispetto alla maggior parte dei pugni utilizzati nel movimento e percorre una distanza maggiore, dando agli avversari molto tempo per reagire.

### Hook
È un pugno rotatorio, la cui forza è legata alla rotazione dell'anca e alla leva fornita dalla spalla. Risulta maggiormente efficace a corta distanza, venendo infatti usato spesso da pugili con scarso rapporto tra statura e peso.
 Il gancio viene generalmente lanciato con il palmo rivolto verso il basso o con il palmo rivolto verso l'interno.

### Jab
Il suo nome deriva dal fatto che il pugno, in questo caso, segue una linea retta, con l'obiettivo di centrare frontalmente l'avversario. Il colpo prende la propria forza dalla torsione del corpo
Il jab è generalmente il pugno più debole del pugilato, ma anche il più veloce ed è il colpo che viene eseguito più di frequente.

### Long Fist
Il pugno si forma piegando le nocche anteriori e centrali delle dita e tirando indietro il pollice. Il risultato è una posizione della mano appiattita, con le nocche centrali sporgenti come superficie di attacco. Il nome "pugno lungo" è dovuto alla portata leggermente più lunga rispetto al normale pugno anteriore.
Gli obiettivi principali da attaccare con il pugno lungo sono il pomo d'Adamo e la tempia.

### Lunge Punch
Conosciuto anche come pugno in affondo o stepping punch, questo è un pugno che implica un passo in avanti da parte del praticante. È comunemente
noto come il pugno più potente del Karate perché il passo mette il peso del corpo dietro al pugno. ll pugno viaggia verso l'esterno in linea retta.

### One Inch Punch
Per il pugno a un pollice occorre abilità nel fa jing per generare una tremenda quantità di forza d'impatto ad una distanza estremamente ravvicinata. Quando esegue il suo pugno a un pollice, il praticante è in piedi, con il suo pugno molto vicino al suo obiettivo (la distanza dipende dall'abilità del praticante; può variare da 0 a 15 cm circa). In un unico movimento esplosivo, le gambe si fissano, il giro vita ruota, le costole si espandono e il braccio si stende verso l'obiettivo.

### Overhand Punch
Un pugno semicircolare e verticale sferrato con la mano posteriore. Si porta il pugno verticale all'altezza dell'orecchio e il gomito più alto della mano, dopo di che si stende il braccio seguendo una semicirconferenza.

### Reverse Punch
La definizione di pugno inverso (gyaku-zuki) è un pugno eseguito dal braccio opposto alla gamba anteriore. Può essere dalla guardia o dalla vita, infatti ovunque sia pratico, si tratta semplicemente di colpire con il braccio "posteriore".

### Shovel Hook
Lo Shovel hook è effettivamente un incrocio tra un gancio normale e un montante. In quanto tale, viene sferrato ad un angolo di circa 45 gradi.
Sferrato più in basso rispetto ad un gancio normale, lo shovel hook mira a colpire la mascella dell'avversario a differenza di un gancio normale che mira alla tempia.

### Superman Punch
Un pugno da superman o pugno in tuffo è una tecnica utilizzata nella Muay Thai , nel Taekwon-Do in stile ITF , nel karate a contatto completo e nei combattimenti di arti marziali miste . La tecnica prevede di portare la gamba posteriore in avanti per simulare un calcio, quindi far scattare indietro la gamba mentre si sferra un dritto mentre si salta, ottenendo una maggiore potenza dietro il pugno.

### Uppercut
Si tratta di un pugno sferrato dal basso verso l'alto, mirando - per esempio - al mento dell'avversario.È utilizzato anche a corta distanza, nel tentativo di colpire l'altro pugile al corpo.

### Upset Punch
```
Il colpo è diretto verso l'alto contro l'avversario, il gomito viene tenuto basso in modo che la massa della parte superiore del corpo possa essere spinta verso l'altro per aggiungere potenza.
```

## Senton
In maniera simile ad uno splash, in questa mossa il lottatore salta sopra un avversario, ma in questo caso l'attaccante cade prima sulla parte bassa della schiena o in posizione seduta.

### Body Guillotine
Il lottatore attaccante afferra la testa, il busto o la gamba dell'avversario e lo posiziona sulla corda inferiore. Afferrando la corda superiore, il lottatore procede a saltare e si siede ripetutamente sul collo, sul petto o sulla gamba dell'avversario mentre lo calpesta.

### Leapfrog Body Guillotine
Questa mossa vede l'avversario con il petto appoggiato sulla seconda corda, rivolto verso l'esterno del ring. L'attaccante corre da dietro, esegue un balzo e atterra sulla schiena, sul collo o sulla testa dell'avversario, spingendolo contro la seconda corda mentre scivola attraverso le corde fuori dal ring.

### Bronco Buster
Con un avversario seduto nell'angolo del ring, il lottatore attaccante salta nell'angolo, si mette a cavalcioni sul busto dell'avversario, rimbalzando su e giù su di esso.

### Kronco Buster
Simile ad un bronco buster, il lottatore attaccante salta su un avversario in piedi nell'angolo, si mette a cavalcioni su di esso e si siede suo petto, mentre poggia i piedi sulla seconda corda. Il lottatore attaccante poi prende a pugni l'avversario.

### Seated Senton
Conosciuta anche come vertical splash o butt drop, è la forma più comune per eseguire questa manovra. Un lottatore salta in posizione seduta sul petto o sullo stomaco di un avversario a terra. Questa particolare mossa viene solitamente eseguita in due modi. Si vede il lottatore stare sopra l'avversario e cadere in posizione seduta (come Rikishi) o in posizione inginocchiata (come Bastion Booger 's Trip to the Batcave). L'altro viene eseguito con l'avversario sdraiato vicino a uno dei paletti, con il lottatore che si arrampica sulla corda centrale e rimbalza su di essa prima di eseguire il senton (Yokozuna 's Banzai Drop)

### Summersault Senton
Un'altra leggera variazione di un asenton standard vede il lottatore attaccante saltare e ribaltarsi in avanti di 180°, in modo che la parte bassa della schiena colpisca il petto o la testa dell'avversario.

### Cannonball
Un senton eseguita su un avversario seduto in un angolo, in modo da spingerlo violentemente contro il paletto.

## Shoulder Block
Una manovra che vede un lottatore in piedi colpire di solito speronando con una spalla, tenendo un braccio lungo il fianco nel petto o nell'addome di un avversario in carica.

### Chop Block
Questa variazione, basata su un blocco illegale del football americano, vede il lottatore eseguire questo attacco dcontro un avverario di schiena.
Il lottatore si lancia a terra verso le ginocchia dell'avversario per colpirle con la sua spalla.
Questo è spesso usato per indebolire la gamba per eseguire dellw prese di sottomissione.

### Pounce
Il lottatore attaccante corre sulle corde per guadagnare slancio prima di saltare sull'avversario con uno shoulder blocl. Questa variazione è solitamente preceduta da un'Irish Whip su un lato adiacente del ring o utilizzata per bloccare un avversario che sta già correndo alle corde, aumentando ulteriormente l'impatto della mossa.

### Short-Arm Shoulder Block
Una variazione in cui il lottatore afferra saldamente uno dei polsi dell'avversario con entrambe le mani e tira il braccio dell'avversario verso di sé. Da questo punto in poi, l'attacco può essere eseguito in due modi. In uno, il lottatore colpisce ripetutamente la spalla dell'avversario con la sua, per inabilitare o ferire il suo braccio, predisponendolo per una sottomissione o come mezzo di punizione.
Nell'altro, il lottatore colpisce con la spalla il petto o il mento dell'avversario, per poi lasciarlo, facendolo cadere sul tappeto.

### Turnbuckle Thrust
Questa mossa viene eseguita su un avversario accasciato contro un paletto. Quindi il lottatore afferra la seconda corda con entrambe le mani, apre le braccia e colpisce, con la spalla la parte centrale dell'avversario, spesso ripetutamente, mentre l'attaccante oscilla le gambe avanti e indietro per guadagnare slancio.

## Stomp
Conosciuto anche come foot stomp, questo attacco vede un lottatore premere un piede su qualsiasi parte di un avversario caduto. Una variazione eseguita da lottatori grandi e pesanti implica semplicemente calpestare lo stomaco dell'avversario mentre cammina.

### Curb Stomp
In questa mossa un lottatore afferra le gambe dell'avversario sdraiato sul pavimento prima di avvolgerle in una Indian Deathlock in piedi e poi tirare lensue braccia in uno Standing Surfboard, prima di calpestargli la parte posteriore della testa. Svoltò da Seth Rollins

### Double Foot Stomp
Quando un lottatore salta e batte entrambi i piedi su qualsiasi parte del corpo dell'avversario. Conosciuto anche come doppio stomp. Questo può essere eseguito da una posizione elevata come un Diving Double Foot Stomp.

### Garvin Stomp
Un lottatore esegue una serie di colpi su tutto il corpo di un avversario caduto nell'ordine di: braccio sinistro, petto rale sinistro, parte superiore della gamba sinistra, parte inferiore della gamba sinistra, parte inferiore della gamba destra, parte superiore della gamba destra, pettorale destro, braccio destro e infine lmandibola.

### Moonsault Double Foot Stomp
Questa variazione vede il lottatore eseguire un Moonsault, ma invece di atterrare su un avversario caduto nella posizione di splash , il lottatore continua la rotazione spingendo entrambi i piedi sull'avversario.

## Lanci, Slam e Proiezioni
I lanci di wrestling professionale sono l'applicazione di tecniche di wrestling professionale che implicano il sollevamento dell'avversario e il lancio o lo schianto verso il basso. A volte sono anche chiamate manovre di "potenza", poiché hanno lo scopo di enfatizzare la forza di un lottatore. Molte di queste mosse sono usate come mosse finali da vari lottatori, che si riferiscono a loro con diversi nomi che riflettono il loro espediente .

## Atomic Drop
Consiste nel sollevare l'avversario dalle sue spalle per fare impattare il coccige di quest'ultimo contro il ginocchio dell'esecutore. Di questa mossa esistono le varianti Inverted atomic drop e Full nelson bomb.

## Arm drag
Una mossa in cui l'esecutore usa lo slancio dell'avversario a suo vantaggio. L'esecutore aggancia il braccio dell'avversario e lo getta sul ring.

### Japanese Arm Drag
Questa mossa viene eseguita quando un avversario corre verso il lottatore che lo affronta. Quando l'avversario è nel raggio d'azione, il lottatore aggancia il braccio vicino dell'avversario con entrambe le mani e cade all'indietro, costringendo lo stesso slancio del lottatore a farlo ribaltare in avanti sopra la testa del lottatore e sulla schiena. Nonostante il suo nome, in realtà proviene dal messicano lucha libre, non dal giapponese puroresu.

### Over The Shoulder Arm Drag
Il lottatore afferra il braccio dell'avversario, poi si gira per affrontare l'altra direzione e tira l'avversario sopra la spalla. È essenzialmente lo stesso dell'ippon seoinage che si trova nel judo .

### Tilt-A-Whirl Arm Drag
Un trascinamento del braccio che vede il lottatore essere fatto girare davanti al corpo dell'avversario in un tilt-a-whirl , e poi terminarlo con un trascinamento del braccio.

### Wheelbarrow Arm Drag
Questo trascinamento del braccio vede il lottatore trattenuto in una carriola tenuta dall'avversario, e quindi eseguire un trascinamento del braccio sopra la spalla mentre libera le gambe dalla vita dell'avversario. È stato usato da AJ Lee come mossa di transizione.

## Arm Wringer
Uno strizzatore del braccio o un blocco del polso rotante è una mossa in cui il lottatore afferra il polso dell'avversario con entrambe le mani e lo torce sopra la testa del lottatore per far girare il braccio, con forza sufficiente per far cadere l'avversario sul tappeto o semplicemente per iperruotare le articolazioni mentre si sta in piedi. Quando viene utilizzato come presa, il lottatore spesso strattona il braccio per un effetto aggiuntivo.

## Back drop
Il back drop è una delle mosse più classiche e del wrestling. Nell'esecuzione l'attaccante si porta dietro l'avversario, su uno dei suoi due fianchi; l'esecutore si porta dietro l'avversario e sistema la sua testa sotto il braccio dell'avversario per poi sollevarlo e cadere di schiena e proiettarlo a terra.
Questa manovra viene erroneamente indicata come Back suplex; ciò accade perché vi è un'effettiva somiglianza tra le due mosse, poiché entrambe prevedono la presa alle spalle dell'avversario e la sua proiezione sul tappeto all'indietro. Tuttavia vi sono differenze in fase di presa: nel back suplex l'esecutore non si pone posteriormente sul fianco dell'avversario, bensì perfettamente alle sue spalle, cingendolo con le braccia alla vita e terminando la mossa allo stesso modo del back drop.

## Backbreaker
L'esecutore infierisce in maniera particolare sulla zona dorsale e lombare del proprio avversario. Può essere eseguita con infinite varianti.

## Backhand chop
L'esecutore colpisce con il dorso della mano sul petto dell'avversario. L'effetto principale di questa mossa è l'apice coreografico provocato dal suono dello schiocco.

## Body slam
L'esecutore solleva l'avversario e lo fa ricadere a terra. Si tratta del più comune modo di avvantaggiarsi sull'avversario. Può essere eseguita in diverse varianti.

## Brainbuster
Si pratica in vari modi e sollevando e facendo ricadere l'avversario di testa o sul collo e lo scopo è tra i più micidiali di tutte le mosse del wrestling.

## Broncobuster
L'esecutore si lancia a gambe aperte con l'interno coscia sul volto dell'avversario seduto all'angolo.

## Bulldog
L'esecutore, in corsa, prende l'avversario per la testa e gliela sbatte violentemente a terra.

## Biel Throw
Il lottatore si trova leggermente a lato del suo avversario, afferra l'avversario per la nuca in una cravatta a collo singolo o doppio e lo lancia in avanti, facendo ribaltare l'avversario sulla schiena. È considerata una tecnica molto basilare, così basilare che una caduta rotolante in avanti è comunemente chiamata biel bump ed è usata principalmente da lottatori molto grandi per enfatizzare la potenza e la forza rispetto alla finezza.

## Catapult
Una catapulta o fionda catapulta è un lancio che in genere inizia con l'avversario sulla schiena e il lottatore in piedi e di fronte a loro. Il lottatore aggancia ciascuna delle gambe dell'avversario in una delle sue braccia, quindi cade all'indietro per lanciare l'avversario contro un tenditore, una scala, una corda, un tappetino, ecc .

## Chokeslam
L'esecutore afferra l'avversario per la gola e sposta il braccio più vicino sulla propria spalla per poi sollevarlo da terra e farlo sbattere al suolo con una spinta. Per poterla eseguire è necessario avere molta forza ed una propria stabilità, quindi è una tecnica molto usata dai lottatori di grosso peso e dimensioni.

## Clothesline
Consiste nel correre verso l'avversario estendendo il braccio di lato e colpirlo all'altezza del collo.

## Cutter

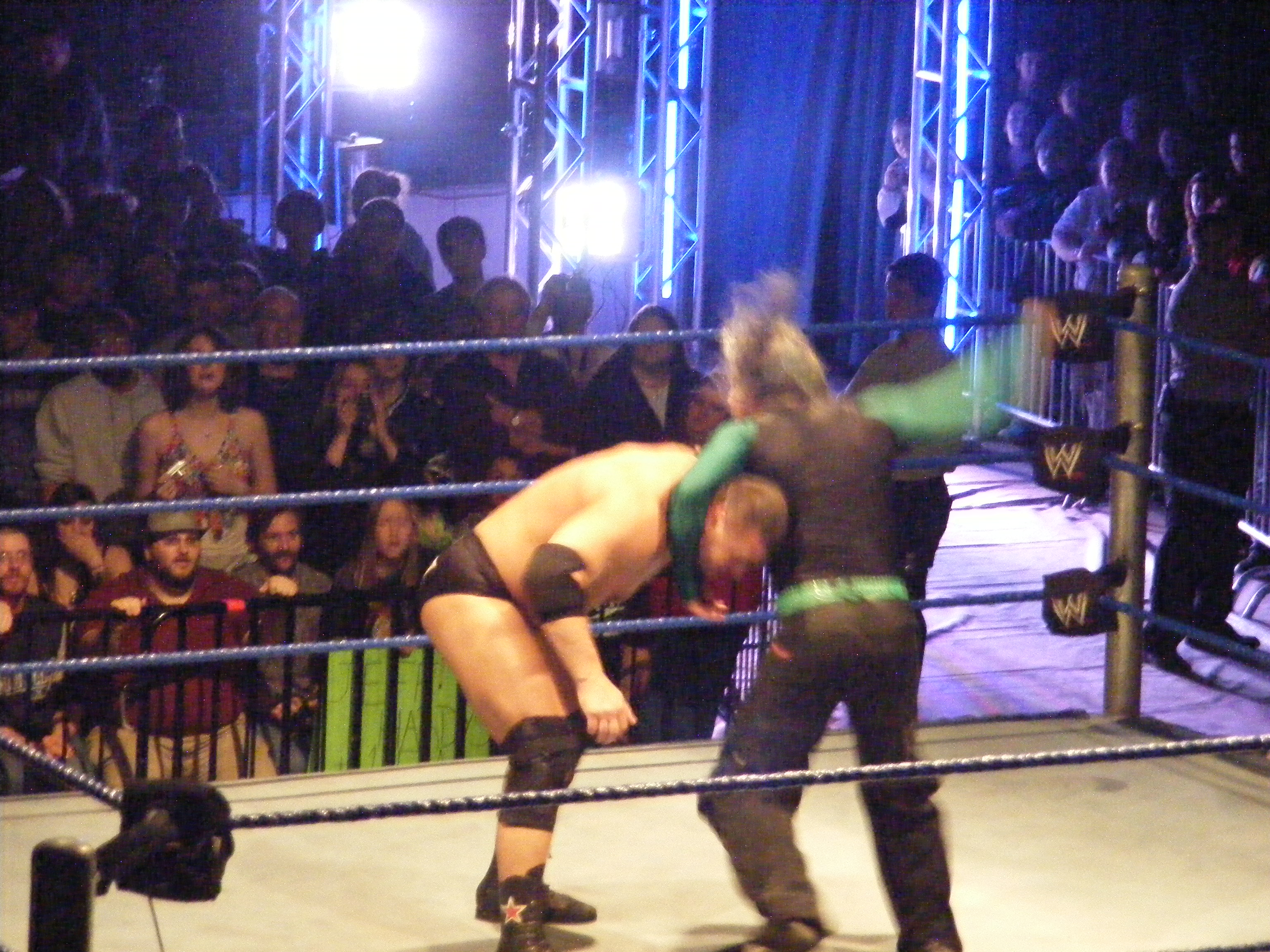
Jeff Hardy mentre si prepara ad eseguire la sua Twist of Fate

Si esegue afferrando il collo dell'avversario avvolgendogli attorno le braccia, fatto ciò si cade a terra, in modo che il viso del rivale sbatta violentemente sul tappeto.

### Flapjack Cutter
La mossa prevede che il primo esecutore esegua un flapjack sull'avversario e durante la caduta il secondo lo colpisca con un cutter in corsa.

### Jumping cutter

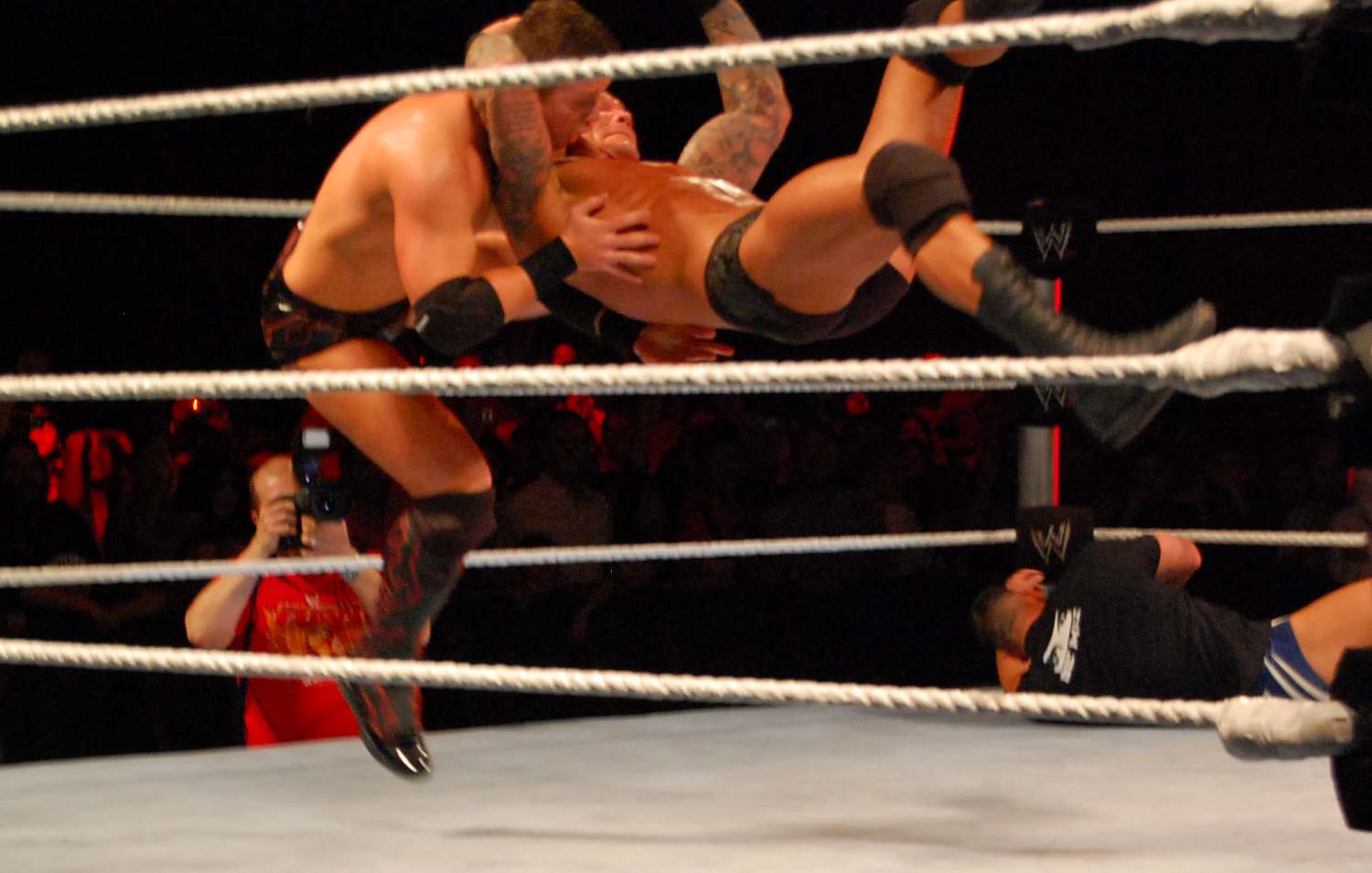
Randy Orton mentre esegue l'RKO

Questo è un cutter eseguito saltando, per aumentare l'impatto. Finisher di Randy Orton col nome di RKO (Randy Keith Orton).

### Fireman's carry cutter
Questo è un cutter nel quale consiste di mettere l'avversario nella posizione di un fireman's carry, poi si prende il collo del avversario e avvolgendolo facendo cadere l'avversario per terra.

### Forward Somersault cutter
Il wrestler esegue una Cutter su un avversario in ginocchio e girato di spalle, compiendo una capovolta di 180° gradi.

### Inverted Suplex Cutter
In questa versione il praticante esegue un sollevamento a mo' di Back Suplex prima di far cadere l'avversario a terra con la cutter.

### Yokosuka cutter
Per eseguire questa mossa bisogna prendere l'avversario con una spalla e poi rotearlo su se stesso per poi farlo cadere.

### Argentine Cutter
Il lottatore attaccante porta l'avversario nella posizione di backbreaker argentino. Il lottatore che attacca quindi spinge le gambe dell'avversario in modo che si muovano orizzontalmente di 180 gradi. Mentre il peso dell'avversario viene spostato su un lato, il lottatore attaccante applica una ¾ Front Facelock lo lascia cadere.

### Back Suplex Cutter
Questa variante vede il lottatore sollevare un avversario da dietro come con un back suplex. Quindi, invece di cadere all'indietro, il lottatore spinge le gambe dell'avversario in modo che l'avversario si giri a mezz'aria, in modo che ora siano a faccia in giù e paralleli al suolo. Quando l'avversario cade, il lottatore si allunga indietro e afferra la testa dell'avversario per eseguire la cutter.

### Crucifix Cutter
In questa versione, il lottatore solleva l'avversario in una Crucifix prima di eseguire il cutter. Un'altra variazione prevede che l'avversario venga sollevato in un crocifisso inverso e lasciato cadere nel cutter.

### Diving Cutter
In questa versione, un lottatore si tuffa dalla corda superiore e inchioda un cutter a un avversario in piedi dalla parte anteriore. Esiste anche una versione trampolino di lancio in cui il lottatore si tuffa dalle corde in una posizione di backflip e consegna un cutter all'avversario in piedi.

### Elevated Cutter
Con un avversario posizionato su una superficie elevata, un lottatore applica un blocco facciale 3 ⁄ 4 e poi allontana l'avversario, lasciando solo i piedi dell'avversario sopra la superficie elevata. Il lottatore quindi cade all'indietro in modo che l'avversario sia costretto a tuffarsi in avanti sulla sommità della testa a causa dell'angolo con cui viene lasciato cadere. Il cutter elevato può anche essere eseguito come una doppia manovra di squadra, incluse diverse varianti come il cutter elevato in stile giorno del giudizio e il 3D . È usato da Danny Burch e Nigel McGuinness .

### Front Facelock Cutter
Questa variazione del cutter vede il lottatore prima bloccare l'avversario in una presa frontale o in una presa frontale invertita. Il lottatore quindi ruota di 180 ° e afferra l'avversario in un blocco facciale di 3 ⁄ 4 con il braccio libero prima di cadere nel cutter. Questa mossa è comunemente nota come Twist of Fate ed è associata a Jeff e Matt Hardy , così come al loro ex compagno di squadra, Lita .

### Handspring Cutter
Il lottatore esegue una capriola e, mentre salta all'indietro, afferra l'avversario in una presa di 3 ⁄ 4 e cade all'indietro, facendo cadere l'avversario a faccia in giù sul tappeto. È usato da Penelope Ford , Fénix e Jay Lethal , l'ultimo dei quali lo chiama Lethal Injection .

### Over-The Shoulder Cutter
Conosciuto anche come taglio di powerslam, questa variazione vede il lottatore sollevare l'avversario sulle spalle come in un powerslam frontale . Quindi, poiché l'avversario è sulla spalla, il lottatore tiene la testa dell'avversario e salta e sbatte l'avversario faccia a faccia sul tappeto in un cutter.

### Over-The Shpulder Flip Cutter
Conosciuto anche come Yokosuka Cutter. In questa variazione, il lottatore prima solleva l'avversario in modo che giaccia a faccia in su su una delle spalle del lottatore, come in un backbreaker rack canadese , prima di capovolgere l'avversario nel cutter.

### Pop-Up Cutter
Il lottatore prima solleva l'avversario e poi applica il blocco facciale 3 ⁄ 4 e lo lascia cadere nel cutter.

### Running Cutter
Questa variazione si verifica quando il lottatore corre verso l'avversario distratto / stordito, applica un blocco facciale di 3 ⁄ 4 mentre è parallelo al suolo, quindi sbatte la faccia dell'avversario contro il tappeto in un cutter.

### Rolling Cutter
Questa versione di un cutter vede il lottatore posizionare un avversario in un facelock invertito , quindi girare sotto l'avversario mentre tiene il facelock, ruotandolo nella posizione del cutter. Questa mossa ha due varianti principali. Il primo è un cutter rotolante verso l'interno, in cui il lottatore attaccante rotola sotto l'avversario mentre usa il braccio libero per afferrare il braccio libero più vicino dell'avversario o colpisce la schiena con un movimento verso l'alto per potenziare il movimento, è ampiamente indicato come il rotolo di the Dice ed è stato reso popolare in Nord America da Reno e Christopher Daniels , l'ultimo dei quali lo chiama Last Rites . Chris Hero ha anche reso popolare la mossa come sua mossa finale, chiamata theBenvenuto dell'eroe . Anche il wrestler della WWE Cody Rhodes usa questa variazione come finisher, chiamandola Cross Rhodes . Damian Priest usa questa mossa come sua mossa finale, chiamandola The Reckoning . Una versione modificata che prevede di sollevare l'avversario dai piedi prima di iniziare la rotazione è stata utilizzata anche da altri lottatori. Il wrestler della WWE Bo Dallas ha usato questa mossa, chiamandola Rollin 'the Dice .
La seconda variazione principale, nota come cutter rotolante verso l'esterno e denominata Derviscio rotante in Giappone, vede il lottatore girare nella direzione opposta mentre si tiene sul braccio libero dell'avversario mentre si gira per fare leva. Questo è usato da Tama Tonga come Tongan Twist .

### Springboard Cutter
Questa variazione del cutter si verifica quando il lottatore mette l'avversario in 3 ⁄ 4 facelock , quindi di solito corre verso le corde, quindi salta sulla seconda o terza corda per rimbalzare su di essa, girandosi in aria per far atterrare il cutter. Questa mossa è stata resa popolare da Spike Dudley , originariamente chiamandola Acid Drop , e successivamente Dudley Dog in WWE . David Finlay usa questa mossa come Acid Drop.
Un'altra variante di questo cutter, chiamata Sliced Bread Number 2 , è stata resa popolare da Brian Kendrick . In questo cutter l'avversario e l'attaccante sono nell'angolo, l'attaccante mette l'avversario nel 3 ⁄ 4 facelock quindi corre sul tenditore, diventando verticale, quindi si gira a mezz'aria per far atterrare il cutter. La mossa è simile allo shiranui .
C'è una variazione in cui entrambi i lottatori affrontano le corde o il tenditore. Il lottatore attaccante corre e salta sulle corde e rimbalza indietro. Mentre cadono, catturano l'avversario in un blocco facciale 3 ⁄ 4 e lo lasciano cadere nel cutter. Questa variazione è resa popolare da Will Ospreay e si chiama OsCutter ed è usata anche da Cody Rhodes , che la chiama Cody Cutter .

## DDT
Mossa che viene eseguita bloccando con le braccia la testa dell'avversario prima di cadere all'indietro in modo che l'avversario sia costretto a sbattere la fronte verso terra.

## Double palm thrust
Attacco in cui l'esecutore sferra entrambe le mani unite con palmo aperto sul petto dell'avversario.

## Double underhook
Indica una presa utilizzata come punto di partenza per l'esecuzione di mosse successive e più complesse e si effettua uncinando le braccia dell'avversario all'altezza dei gomiti con i propri avambracci ed ottenendo che questi si ritrovi rivolto e piegato in avanti di novanta gradi. Le possibilità di farlo cadere o risollevarlo a questo punto sono infinite.

## Driver
Un driver è una mossa in cui il lottatore afferra il corpo dell'avversario in qualche forma prima di cadere in una posizione sitout mentre fa cadere l'avversario sulla schiena, sul collo e / o sulle spalle.

### Back Fire Driver
Utilizzato come finisher da Rey Fenix , questa mossa inizia con il lottatore che ha il suo avversario sulle spalle come se stesse per eseguire un muscle buster , ma poi fa girare il suo avversario in un Michinoku driver II-B .

### Cobra Clutch Driver
Il lottatore si trova dietro un avversario e applica una presa di cobra al suo avversario, mettendo una delle sue mani contro il collo dell'avversario dopo aver agganciato il braccio dell'avversario con essa. Quindi raccolgono la gamba vicina dell'avversario con l'altro braccio e lo sollevano, lo capovolgono a testa in giù e poi si inginocchiano o si siedono, spingendo l'avversario sul tappeto sul collo. Un'altra variazione prevede che il lottatore attaccante applichi un manico a pompa prima di eseguire questa tecnica ed è usata da lottatori come Jinder Mahal .

### Electric Chair Driver
Conosciuto anche come Joker Driver. In questa variante di un pilota, il lottatore solleva l'avversario sulle spalle in una posizione seduta su sedia elettrica , quindi lo afferra e lo tira sopra la spalla e giù sul tappeto mentre cade in una posizione seduta in modo che l'avversario atterra sulla parte superiore della schiena e sul collo tra le gambe del lottatore, rivolto verso di loro, di solito risultando in uno spillo. Una variazione con una sola mano è usata da Kenny Omega , noto come l'Angelo con un'ala sola . Anche Chris Hero ha utilizzato questa mossa, chiamandola Cubo di Rubik .

### Fisherman Driver
Questa mossa è stata innovata da Shiro Koshinaka ed è stata chiamata Samurai Driver '94 come finisher. Il lottatore mette l'avversario in una presa frontalee aggancia una delle gambe dell'avversario con il braccio libero. Il lottatore quindi solleva l'avversario a testa in giù o sulle spalle, quindi si siede, guidando l'avversario tra le gambe, prima la testa e la spalla. Esiste una variazione di polso-frizione di questo driver che vede il lottatore sollevare l'avversario sulle proprie spalle, e mentre l'avversario è sulle proprie spalle, usa la mano che aggancia la gamba dell'avversario per allungarsi verso l'alto e afferrare il polso del braccio di fronte alla gamba uncinata. Pur mantenendo la frizione del polso, eseguono quindi il driver. Esiste un'ulteriore variante che non prevede il sollevamento della spalla che vede il lottatore agganciare la gamba e il polso mentre l'avversario è in piedi di fronte a lui, sollevare l'avversario a testa in giù e poi cadere nella posizione di sitout. Questa mossa è stata resa popolare dal lottatoreBasso Ki che lo chiama Ki Krusher . Una versione a gambe incrociate è usata da CIMA , che la chiama Perfect Driver .

### Wrist-Clutch Fisherman Driver
Questa variazione comporta afferrare e tirare per il polso dell'avversario, quindi sollevarlo in aria, prima di cadere sulla schiena, spingendo l'avversario a terra sulla parte posteriore della testa/collo. Questo è stato reso popolare da Shingo Takagi come The Last Falconry , ora noto come The Last of the Dragon .

### Half-Nelson Driver
Questo è stato inventato da Kensuke Sasaki . Il lottatore si trova dietro un avversario e applica una presa di mezzo nelson al suo avversario, mettendo una delle sue mani contro il collo dell'avversario dopo aver agganciato il braccio dell'avversario con essa. Quindi raccolgono la gamba vicina dell'avversario con l'altro braccio e lo sollevano, lo capovolgono a testa in giù e poi si inginocchiano o si siedono, spingendo l'avversario sul tappeto sul collo. Un'altra variazione prevede che il lottatore attaccante applichi un manico di pompa prima di eseguire questa tecnica. Questa variazione è stata usata da Jordynne Grace (Grace Driver), Pénta El Zero M ( Pénta Driver ), Yoshi-Hashi (Karma), Shingo Takagi (Made in Japan) e molti altri lottatori.

### Michinoku Driver
Innovato da Taka Michinoku , e tecnicamente noto come piledriver sitout scoop slam. Di fronte all'avversario, il lottatore si allunga tra le gambe dell'avversario con il braccio destro e si allunga intorno al collo dell'avversario dallo stesso lato con il braccio sinistro. Quindi sollevano l'avversario e lo girano in modo che sia tenuto a testa in giù, come in uno scoop slam , prima di cadere in una posizione sitout, spingendo l'avversario verso il collo e la spalla del tappeto prima. Molte persone lo chiamano Michinoku Driver perché è usato più spesso dell'originale Michinoku Driver . Questa variazione della mossa è stata utilizzata anche da Vampiro con il nome di Nail in the Coffin .

### Michinoku Driver 2
Una variazione del Michinoku Driver II in cui il lottatore si trova dietro l'avversario, applica un blocco facciale invertito , lo solleva a testa in giù e poi si lascia cadere in posizione seduta, spingendo l'avversario sul tappeto tra le gambe del lottatore prima la parte superiore della schiena.

### Samoan Driver
Il lottatore attaccante avvolge un avversario sulle spalle in una posizione di trasporto da vigile del fuoco , quindi afferra l'avversario e lo tira sopra la spalla e giù sul tappeto mentre cade in posizione seduta in modo che l'avversario atterri sulla parte superiore della schiena e sul collo tra le gambe del lottatore, rivolte verso di loro. Esiste anche una versione a gambe incrociate e con frizione da polso di questa mossa. È usato come mossa finale da lottatori come Chris Sabin (Cradle Shock), Santos Escobar (Phantom Driver) e Su Yung ( Panic Switch ). L'ex Diva Ivory della WWE e l'attuale superstar della WWE Dana Brookeusalo rispettivamente come mossa caratteristica e mossa finale. Shinsuke Nakamura in precedenza usava la mossa come mossa finale come Frana , solo per poi cambiare la sua mossa finale principale in Bomaye/Kinsasha , anche se occasionalmente usa ancora la mossa come firma.

#### Wheelbarrow Driver
Simile al facebuster della carriola ma invece di far cadere prima la faccia dell'avversario, lo lasciano cadere in modo che l'avversario atterri sulla parte superiore della schiena e sul collo tra le gambe del lottatore, rivolto verso di loro, di solito risultando in uno spillo.

## Elbow
Consiste nel colpire l'avversario con una gomitata alla testa.

### Elbow drop
Consiste nel colpire con il gomito l'avversario steso a terra.

## Electric chair
Consiste nel prendere l'avversario sulle spalle e farlo sedere su di esse in modo che guardi nella stessa direzione dell'esecutore. In seguito l'esecutore si butta all'indietro e fa cadere l'avversario di schiena.

### Electric Chair Drop
L'esecutore afferra l'avversario da dietro (e spesso per i fianchi), prima di buttarsi in avanti facendogli sbattere la testa a terra.

## Enzuigiri
Mossa nota anche come enzuigiri kick o calcio del canguro viene solitamente effettuata da lottatori di medio e basso peso come contromossa ad un calcio bloccato dall'avversario e consiste nel colpire l'avversario con la gamba opposta a quella bloccata prima di effettuare un salto e compiere una rotazione in senso anti-orario, in modo da colpire la testa dell'avversario con il proprio piede.

## Facebuster
L'esecutore costringe l'avversario a cadere al tappeto sbattendo il volto su di esso. È una mossa di base ma con molte varianti.

## Facebreaker
Un facebreaker è qualsiasi mossa in cui il lottatore sbatte la faccia del suo avversario contro una parte del corpo del lottatore, di solito il ginocchio.

### Single Knee Facebreaker
Simile al double knee facebreaker, ma con un solo ginocchio.

### Double Knee Facebreaker
Questo facebreaker coinvolge un lottatore attaccante, che è in piedi faccia a faccia con un avversario, agganciando entrambe le mani attorno alla testa dell'avversario e poi saltando per portare entrambe le ginocchia verso la faccia dell'avversario. Il lottatore quindi cade all'indietro sul tappeto, costringendo così l'avversario a cadere in avanti e ad urtare le ginocchia esposte.

### Fireman's Carry Facebreaker
Questa mossa viene eseguita in modo simile al TKO, ma invece di far cadere l'avversario a faccia in giù sul tappeto, verrebbe lasciato cadere a faccia in giù sul ginocchio del lottatore che esegue la mossa.

### Inverted Stomp Facebreaker
Conosciuto anche come lo storditore del piede. L'utente applica un blocco del polso in piedi sull'avversario, quindi posiziona il piede sulla faccia dell'avversario e cade all'indietro, costringendo la faccia dell'avversario contro il proprio piede.

### Knee Facebreaker
La mossa è un facebreaker standard che coinvolge il lottatore che affronta un avversario e lo afferra per la testa o per i capelli e tira la faccia dell'avversario verso il basso, lasciandola cadere sul ginocchio del lottatore. Spesso usato da un lottatore per stordire un avversario e prepararlo per un'altra mossa. Molti altri facebreaker usano il ginocchio per infliggere il danno; una variazione vede il lottatore applicare una presa alla testa laterale in piedi e contemporaneamente tirare in avanti l'avversario e fracassare il ginocchio del lottatore contro la testa dell'avversario.

### Shoulder Facebreaker
Descritto anche come spaccafaccia dell'impiccato o spaccafaccia sopra la spalla, questo spaccafaccia viene eseguito quando un lottatore attaccante, che si trova in posizione schiena contro schiena con un avversario, allunga la mano all'indietro per tirare la testa dell'avversario sopra la sua spalla prima (mantenendo un tenere la testa dell'avversario) girando in tondo per girare la testa dell'avversario mentre cadono su un ginocchio costringendo l'avversario a faccia in giù contro il ginocchio esposto del lottatore con un rapido movimento fluido.

## Fireman'S Carry Throws
Coinvolge il lottatore che tiene l'avversario in posizione su entrambe le spalle. Da questa posizione si possono eseguire vari lanci.

## Full Nelson

### Full Nelson Slam
In questa mossa, l'attaccante mette il suo avversario in una presa nelson completa e la usa per sollevarlo da terra. Con l'avversario in aria, l'attaccante rimuove un braccio (quindi il suo avversario è ora in mezzo Nelson) e sbatte l'avversario per primo contro il tappeto. Un'altra variazione simile, nota come double chickenwing slam, vede il lottatore applicare double chickenwing invece di un full nelson prima di sbattere l'avversario. Aron Stevens ha utilizzato la versione completa di Nelson.

### Inverted Full Nelson Slam
Conosciuto anche come reverse full nelson slam, questa variazione vede l'attaccante infilare e far scivolare le braccia sotto le ascelle dell'avversario e poi afferrare la mascella inferiore dell'avversario. Quindi, l'attaccante solleva l'avversario prima di cadere in avanti per sbatterlo contro il tappeto. Questa mossa è usata come mossa finale da Luke Gallows , soprannominato "Gallows Pole"

### Half-Nelson Slam
Il lottatore sta dietro, leggermente di lato e di fronte all'avversario. Il lottatore raggiunge sotto una delle braccia dell'avversario con il braccio corrispondente e posiziona il palmo della mano sulla parte posteriore del collo dell'avversario, costringendo così il braccio dell'avversario in aria per completare il mezzo nelson . Il lottatore quindi solleva l'avversario, si gira e cade in avanti, sbattendo l'avversario per primo contro il tappeto.

### Reverse full Nelson slam
Full nelson al contrario sull'avversario e, dopo averlo sollevato, lo accompagna alla caduta gettandosi in avanti, così facendo l'esecutore conclude la mossa in ginocchio.

### Full Nelson bomb
Si imposta come una full nelson slam, con la differenza che l'avversario viene lanciato verso l'alto per poi ricadere, in una posizione che ricorda quella di una sitout powerbomb, con il sedere per terra.

### Sitout full Nelson bomb
L'esecutore afferra l'avversario con una full nelson per poi saltare cadendo con grande potenza al tappeto con l'osso sacro.

## Giant Swing
Uno swing gigante inizia con un avversario sdraiato sul tappeto, a faccia in su, e il lottatore ai piedi dell'avversario. Il lottatore prende le gambe dell'avversario sotto le braccia, in modo simile alla configurazione per una catapulta , ma invece ruota su se stesso per sollevare l'avversario dal tappeto. L'attaccante può rilasciare l'avversario per farlo volare, o semplicemente rallentare fino a quando la schiena dell'avversario non torna a terra. Claudio Castagnoli di AEW usa lo swing gigante come mossa caratteristica.

## Guillottine Drop
Questa mossa vede il lottatore attaccante sollevare l'avversario in una ghigliottina in piedi e lasciarlo cadere sul tappeto, prima la parte inferiore della colonna vertebrale. Ciò provoca un effetto su tutta la colonna vertebrale e sul collo. Esiste anche una variazione che coinvolge un doppio gancio in piedi piuttosto che lo strozzatore a ghigliottina. È usato da Angel Garza come Wing Clipper.

## Gorilla Press
Conosciuto anche come Military press, l'attacco vede il lottatore sollevare l'avversario sopra la testa con una pressa dall'alto come quella usata nel sollevamento pesi. Il lottatore attaccante può premere ripetutamente l'avversario sopra la testa per mostrare la propria forza prima di lasciarlo cadere.

### Gorilla Press Drop
Il lottatore solleva l'avversario sopra la testa con le braccia completamente distese, quindi lo lascia cadere a faccia in giù davanti o dietro. Questa è stata la mossa finale per i lottatori Chyna e Ultimate Warrior . È una tecnica popolare per lottatori molto grandi perché enfatizza la loro altezza e potenza.

### Gorilla Press Slam
Questo slam vede un lottatore sollevare prima il proprio avversario sopra la testa con le braccia completamente distese, prima di abbassare il braccio sotto la testa dell'avversario in modo che l'avversario cada da quel lato, mentre si gira e atterra sulla schiena. Questa mossa è anche chiamata lo slam della stampa militare. Alcuni lottatori eseguono questa manovra eseguendo un movimento di sollevamento su e giù o possono tenere fermo l'avversario prima di lasciarlo cadere come un modo per enfatizzare la loro forza pura. Il Bulldog britannico lo usava regolarmente come mossa caratteristica.
Un'altra variazione di questa mossa che viene eseguita in un movimento completo chiamato Deadly Driver vede l'attaccante eseguire questa mossa contro l'avversario che è posizionato sulla corda superiore come contrasto a un tentativo di attacco in picchiata. Esiste anche una versione a doppia squadra di questa mossa.

## Gutbuster
Un gutbuster è qualsiasi mossa in cui il lottatore solleva l'avversario e lo salta o lo lascia cadere in modo che lo stomaco dell'avversario colpisca una parte del corpo del lottatore, di solito il ginocchio. Un gutbuster di base è spesso chiamato spaccastomaci ed è essenzialmente lo stesso di un spaccaschiena ma con l'avversario rivolto nella direzione opposta. Questa somiglianza con i backbreaker si riflette in quasi tutte le variazioni di gutbuster, che se invertite diventerebbero backbreaker e viceversa.

## Headlock Takedown
Conosciuto anche come takedown con headlock rotante e takeover con headlock laterale. Questa proiezione inizia con il lottatore che prende l'avversario in una presa laterale alla testa. Il lottatore si gira e torce il corpo in modo che la schiena sia orizzontalmente contro il busto dell'avversario. Il lottatore si gira di lato (a seconda della mano usata per afferrare l'avversario) mentre continua a catturare l'avversario con la presa alla testa. Pertanto, l'avversario viene sbattuto per primo contro il tappeto dopo essere stato quasi "capovolto con la forza" sulla schiena del lottatore (mentre il lottatore si gira di lato).

### Headlock Driver
Simile al pilota di snapmare , il lottatore applica una presa alla testa laterale prima di cadere sul petto o sulle ginocchia e spingere prima la testa dell'avversario sulla fronte del tappeto, con la presa alla testa laterale. Questa era la versione originale della mossa finale usata da Jon Moxley (precedentemente come Dean Ambrose), nota come Dirty Deeds prima di riutilizzarla come mossa regolare nel 2019. Ethan Carter III (EC3) la usa come sua mossa finale e la chiama One Percenter . La superstar della WWE Bayley ha utilizzato questa mossa durante i suoi giorni indie soprannominandola Rose Plant.Ha iniziato a usare una variante di questa mossa in cui aggancia il braccio dell'avversario attorno alla gamba e pianta l'avversario sulla tela. Ha iniziato a usare di nuovo questa mossa alla fine del 2019.

## Headscissors Takedown
Conosciuto come tijeras (forbici) in Lucha Libre . Questa mossa viene eseguita con le gambe del lottatore a forbice attorno alla testa dell'avversario, trascinando l'avversario in una capriola forzata in avanti mentre il lottatore cade sul tappeto. È spesso erroneamente chiamato Hurricanrana nel wrestling americano, ma a causa della mancanza di una combinazione di pinning a culla a doppia gamba, è un normale abbattimento con le forbici.

### Handstand Headscissors Takedown
Questa mossa viene eseguita quando il lottatore attaccante, in posizione verticale, taglia le gambe attorno alla testa dell'avversario e segue con l'abbattimento con le forbici. Esistono diverse varianti del takedown con le forbici sulla verticale. Ad esempio, in una variazione, il lottatore attaccante rotola in avanti dopo aver sforbiciato le gambe attorno alla testa dell'avversario; in un altro, l'avversario rotola all'indietro in una posizione verticale per seguire con una forbice alla testa e il takedown. È comunemente usato da Kalisto e Cedric Alexander . Questa mossa è stata resa popolare anche da Trish Stratus , che l'ha usata come mossa caratteristica, chiamata Stratusphere .

### Tilt-A-Whirl Headscissors Takedown
Questa mossa è in realtà un contrattacco. Di solito, l'avversario afferra il lottatore attaccante (come se stesse eseguendo uno schianto sul marciapiede), l'attaccante contrattacca e fa oscillare il corpo verso l'alto, quindi forbici le gambe attorno alla testa dell'avversario, gira intorno al corpo dell'avversario e fa oscillare le gambe verso il basso, risultando nell'abbattimento con le forbici.

### Hurricanrana
Sebbene sia comunemente indicato come Hurricanrana , il nome spagnolo originale per questa manovra è Huracánrana . Il nome è stato preso dal suo innovatore, il luchador messicano Huracán Ramírez . A volte indicato come un tiro di vittoria inverso, è un abbattimento con le forbici che termina con una presa di blocco a doppia gamba . [8] [9] (A rana è qualsiasi culla a due gambe.) Esiste anche una versione con salto mortale , chiamata Dragonrana.

### Frankensteiner
Questa mossa deriva dall'originale hurricanrana . È descritto come un abbattimento con le forbici della testa che viene eseguito contro un avversario in corsa. Il lottatore salta sulle spalle dell'avversario in carica ed esegue un salto mortale all'indietro. La mossa varia dall'uragano in base a dove l'avversario atterra: questi atterrerebbe sulla testa invece che sulla schiena. [10]
È stato chiamato "Frankensteiner" da Scott Steiner , che lo ha usato come mossa finale. [11] La mossa ha anche una variazione in cui l'avversario è seduto sulla corda più alta, quella variazione è anche chiamata Frankensteiner .
Rey Mysterio usa una versione rotante in piedi di questa mossa che lo vede, mentre si trova dietro un avversario in piedi rivolto nella stessa direzione, saltargli addosso posizionandosi su entrambe le spalle dell'avversario, girare di 180 gradi ed eseguire il salto mortale all'indietro per atterrare prima sul petto per capovolgere l'avversario sulla schiena o rimanere seduto per raggiungere il gancio posteriore per agganciare le gambe dell'avversario per tentare di segnare uno schienamento. Questa versione è nota come Mysterio Rana . Era anche noto per passare a questa mossa da una ruota di carro per poi saltare sulle spalle dell'avversario nella sua precedente carriera.
Un'altra variante del Frankensteiner vede un lottatore a terra prima "kip-up" sulle spalle di un avversario in piedi, qui è dove un lottatore rotola sulla parte posteriore delle spalle alzando le gambe e calciando in avanti per creare lo slancio per sollevarsi dal terra e sull'avversario in piedi.

### Hurricanrana Driver
Il lottatore esegue un abbattimento con le forbici su un avversario seduto o inginocchiato, spingendolo a testa in giù sul tappeto. Ruby Soho e Kalisto usano questa mossa in alcuni dei loro match.

### Reverse Frankensteiner
Conosciuto anche come frankensteiner invertito o rana velenoso, questa mossa utilizza un Frankensteiner standard, ma invece di eseguire la mossa di fronte al viso dell'avversario, viene eseguita di fronte all'avversario.

### Rope-Aided Hurricanrana
Questa manovra è anche nota come hurricanrana oscillante . Il lottatore attaccante, che inizia all'angolo, usa le corde superiori come leva per sforbiciare le gambe attorno all'avversario (di solito un avversario in arrivo) e oscilla per eseguire l'uragano. Questa variazione hurricanrana è stata resa popolare da Mickie James , poiché lei stessa ha chiamato la mossa Mick-a-rana .

## Hip attack
L'esecutore si lancia sull'avversario di spalle colpendolo al volto con le natiche.

## Hip toss
L'esecutore si trova vicino all'avversario, con entrambi rivolti nella stessa direzione, e gli aggancia il braccio sotto l'ascella, sollevandolo rapidamente con quel braccio e lanciandolo in avanti.

## Inverted atomic drop
Si differenzia dal classico Atomic drop poiché il sollevamento anziché dalle spalle dell'avversario viene eseguito dal petto e l'impatto con il ginocchio avviene sull'inguine. Vedi anche Atomic drop.

## Irish Whip
L'Irish Whip, anche chiamata hammer throw, è una mossa di wrestling nella quale un wrestler afferra l'avversario per il braccio per poi lanciarlo contro le corde o all'angolo del ring oppure anche fuori dal ring per lanciare l'avversario contro la barricata, le scale in ferro, al bordo esterno del ring o oggetti vari.

## Iconoclasm
Questo colpo di lancio della corda superiore vede un lottatore stare sotto un avversario, che si trova sul tenditore superiore, voltare le spalle a questo avversario mentre afferra le braccia dell'avversario dal basso, spesso tenendosi sotto le ascelle dell'avversario. Il lottatore quindi lanciava l'avversario in avanti mentre cadeva in posizione seduta, capovolgendo l'avversario a mezz'aria e sbattendolo prima sul tappeto. CIMA utilizza sia questa mossa che una versione in camicia di forza chiamata Goriconoslasm . Il lottatore può cadere in avanti, inginocchiarsi o rimanere in piedi mentre esegue anche questa mossa.
Lance Archer, pur usando anche la mossa originale, usa anche una variazione di questa mossa riferendosi a entrambe chiamate Blackout . Da una posizione eretta, raggiunge tra le gambe di un avversario con il suo braccio più forte e si allunga intorno alla schiena dallo stesso lato con il braccio più debole prima di sollevare l'avversario sopra la sua spalla. Quindi solleva l'avversario tenendolo sotto le ascelle per eseguire una versione inginocchiata dello schianto.

## Jumping High Knee
È un colpo inferto con il ginocchio che avviene quando il lottatore attaccante prende una rincorsa e colpisce l'avversario all'altezza del viso.

## Jawbreaker
Un jawbreaker è qualsiasi mossa in cui il lottatore sbatte la mascella dell'avversario contro una parte del corpo del lottatore, di solito il ginocchio, la testa o la spalla.

### Shoulder Jawbreaker
Conosciuto anche come storditore invertito, il lottatore sta di fronte all'avversario, posiziona la spalla sotto la mascella dell'avversario e tiene l'avversario in posizione prima di cadere in posizione seduta o inginocchiata, spingendo la mascella dell'avversario nella sua spalla.

### Sitout Jawbreaker
Un jawbreaker standard si vede quando un lottatore (che sta di fronte o non di fronte all'avversario) mette la testa sotto la mascella dell'avversario e tiene l'avversario in posizione prima di cadere in posizione seduta o inginocchiata, spingendo la mascella dell'avversario verso l'alto della loro testa. A volte è anche usato per contrastare una presa alla testa dell'avversario.

### Stunner
Uno storditore è uno spaccamascella con blocco facciale a tre quarti . Coinvolge un lottatore attaccante che applica un blocco facciale di tre quarti (raggiungendo dietro la testa di un avversario, tirando così la mascella dell'avversario sopra la spalla del lottatore) prima di cadere in posizione seduta e costringendo la mascella del difensore a cadere sulla spalla dell'attaccante lottatore. Questa mossa è stata innovata da Mikey Whipwreck e resa popolare da Stone Cold Steve Austin .

## Mat Slam
Un mat slam è qualsiasi mossa in cui il lottatore spinge la parte posteriore della testa dell'avversario nel tappeto che non comporta una presa alla testa o una presa alla faccia. Se questi vengono utilizzati, la mossa è considerata un tipo di DDT (se il lottatore cade all'indietro) o bulldog . Alcuni spaccacollo sbattono anche la parte posteriore della testa dell'avversario contro il tappeto, ma l'attaccante è schiena contro schiena con il ricevitore dell'attacco. Un mat slam standard prevede che il lottatore afferri l'avversario per la testa o per i capelli e lo tiri indietro, costringendo la parte posteriore della testa dell'avversario nel tappeto.

### Belly-To-Back Inverted Mat Slam
Da una posizione in cui l'avversario è piegato in avanti contro la parte centrale del lottatore, il lottatore afferra la parte centrale del suo avversario e si solleva in modo che l'avversario sia tenuto a testa in giù, rivolto nella stessa direzione del lottatore. Il lottatore quindi aggancia entrambe le braccia dell'avversario usando le sue gambe, quindi cade in avanti piantando il corpo dell'avversario sul tappeto a faccia in giù. La mossa vede spesso il lottatore tenere le gambe agganciate sotto le braccia dell'avversario dopo aver eseguito la mossa, usando la tecnica dell'underhooking per girare l'avversario sulla schiena in una posizione di blocco in stile Rana . Questa mossa è stata innovata dal colonnello DeBeers ed è stata resa famosa da AJ Styles , che si riferisce alla mossa come Styles Clash. Styles esegue la manovra con una variazione, come si vede nelle foto a destra: non aggancia le braccia dell'avversario prima di eseguire lo slam, ma fa due passi e muove le gambe davanti alle braccia dell'avversario permettendogli di usare le gambe per coprire le spalle per uno spillo. Questa variante viene successivamente utilizzata dall'ex Diva della WWE Michelle McCool , che ha definito la mossa Faith Breaker . Cesaro usa una variante chiamata Neutralizer in cui avvince la gamba dell'avversario con il braccio simile a un piledriver a culla . El Phantasmo utilizza una variazione a braccio incrociato chiamata CRII, in cui solleva il suo avversario e lo lascia cadere a faccia in giù sul tappeto.

### Double-Underhook Mat Slam
Il lottatore affronta un avversario, aggancia entrambe le braccia e quindi ruota di 180 ° in modo che l'avversario sia rivolto verso l'alto con la testa premuta contro la parte superiore della schiena o sotto un braccio del lottatore. Il lottatore quindi cade sulla schiena, spingendo la parte posteriore della testa e del collo dell'avversario contro il tappeto.

### Rear Mat Slam
Noto come uno schianto del tappetino posteriore che cade. Questa mossa inizia con il lottatore in piedi dietro l'avversario, quindi afferra la parte anteriore del collo o della testa, quindi cade sullo stomaco, spingendo prima la parte posteriore della testa dell'avversario nel tappeto. Un'altra variazione di questa mossa vede il lottatore eseguire un salto mortale all'indietro dal tenditore superiore e, mentre fluttua sopra l'avversario, afferra rapidamente la testa o il collo dell'avversario con entrambe le mani e cade sullo stomaco per completare lo schianto del tappeto posteriore.

### Sitout Rear Mat Slam
Il lottatore afferra l'avversario da dietro, tenendolo per i capelli o per la testa. Il lottatore quindi salta all'indietro e cade in posizione seduta, spingendo la parte posteriore della testa dell'avversario nel terreno tra le sue gambe. Questa è stata una mossa distintiva per Edge , che ha chiamato Edge-O-Matic . Una variazione vede il lottatore correre sui tenditori d'angolo, eseguire un salto mortale all'indietro su un avversario che lo insegue e allo stesso tempo afferrare la testa dell'avversario ed eseguire lo schianto. Dustin Rhodes durante il suo periodo nel WWF/WWE come Goldust usò questa mossa soprannominandola "Oscar".

### Sleeper Slam
Questa versione sbattente di un atterramento con presa alla testa vede un lottatore applicare una presa dormiente all'avversario, quindi cadere prima a terra con la faccia, trascinando l'avversario verso il basso con sé e spingendo la schiena e la testa dell'avversario a terra. Heath usa una variazione di salto della mossa. Esiste anche una versione di sollevamento, in cui un lottatore applica una presa dormiente all'avversario, lo solleva e lo sbatte a terra.

### Sling Blade
Una variazione sit-out rotante di uno slam dormiente che sfrutta lo slancio del lottatore. Il lottatore attaccante inizia correndo ed estendendo il braccio come un lariat takedown , ma esegue invece una rivoluzione attorno alle spalle dell'avversario. Questo fa sì che il lottatore passi al braccio opposto prima di portare il suo avversario sul tappeto mentre contemporaneamente atterra in posizione seduta. Un'altra variazione prevede che il lottatore salti giù dalle corde prima di eseguire il movimento. La mossa è usata da Hiroshi Tanahashi , con alcuni commentatori che la chiamano addirittura "Tanahashi" quando qualcuno la esegue a causa di quanto è associata a lui. Altri utenti includono Pentagon Jr. , JTG , Seth Rollins, Masato Yoshino e Finn Bálor , con JTG che lo ha chiamato Da Shout Out . Richie Steamboat l'ha persino usata come mossa finale durante il suo periodo in FCW e NXT.

### Tilt-A-Whirl Mat Slam
Come suggerisce il nome, il lottatore userebbe prima un tilt-a-whirl per sollevare l'avversario in una posizione pancia a pancia (piledriver), da qui il lottatore cadrebbe in avanti piantando l'avversario sul tappeto per primo. Matt Riddle usa una variante della culla chiamata Bro-Derek .

## Monkey Flip
Questa mossa, spesso indicata come scalata della scimmia nel wrestling britannico, coinvolge un lottatore attaccante, che è in piedi faccia a faccia con un avversario, agganciando entrambe le mani attorno alla testa dell'avversario prima di sollevare entrambe le gambe in modo che appoggino i piedi. sui fianchi/vita dell'avversario, facendo in modo che la testa tenga e il senso dell'equilibrio dei lottatori siano le uniche cose che consentono a entrambi i lottatori di essere in posizione eretta. A questo punto, il lottatore attaccante sposta il proprio peso in modo che cada all'indietro sul tappeto costringendo l'avversario a cadere in avanti con lui, solo per avere il lottatore attaccante che si solleva con le gambe, costringendo l'avversario a ribaltarsi in avanti, sopra il lottatore. testa e sulla schiena. Questa mossa è più comunemente eseguita da un angolo del ring.

## Muscle Buster
Inventato da Kodo Fuyuki e ispirato dalla manovra di sottomissione La Valagueza di Chamaco Valaguez, questa mossa viene eseguita quando un lottatore attaccante aggancia entrambe le gambe di un avversario con le braccia e infila la testa accanto a quella dell'avversario prima di alzarsi e sollevare l'avversario, in modo che siano a testa in giù con la testa appoggiata sulla spalla del lottatore attaccante. Da questa posizione, il lottatore attaccante salta in alto e cade sul tappeto, spingendo la spalla dell'avversario prima sul tappeto con il collo dell'avversario che colpisce sia la spalla del lottatore che il tappeto. Questo può vedere il lottatore raccogliere un avversario che è in piedi ma piegato in avanti, ma spesso inizia con un avversario che è seduto in una posizione elevata, di solito su un tenditore superiore, perché è più facile agganciare e sollevare un avversario quando è posizionato più in alto rispetto al lottatore. La mossa ha anche una variazione neckbreaker, che concentra maggiormente l'attacco sul collo dell'avversario. Questa mossa ha avuto origine dal manga Kinnikuman , originariamente noto come Kinniku Buster (kinniku in giapponese significa "muscolo"), con la mossa che terminava con l'avversario che si schiantava sul collo contro la spalla del lottatore attaccante. Questa variazione è attualmente utilizzata da Jungle Kyona come "Jungle Buster".

## Neckbreaker
È una mossa eseguibile con infinite modalità differenti. Nell'esecuzione classica posizionandosi dietro all'avversario gli si afferra la testa cingendolo con un braccio al collo e si cade a terra.

## Over castle
L'esecutore salta da un paletto delle corde del ring ed afferra alla gola l'avversario compiendo una giravolta in avanti per poi cadere di schiena. Molto utilizzata nelle federazioni di Puroresu giapponese.

## Piledriver
L'esecutore mette la testa dell'avversario in mezzo alle sue gambe, lo alza fino a capovolgerlo e trattenendolo lo accompagna al tappeto sedendosi od inginocchiandosi per guidare la testa dell'avversario a collidere con il suolo.

## Powerbomb
L'esecutore piega verso il basso l'avversario poi si pone in avanti e con la testa dell'avversario tra le gambe lo afferra per i fianchi e lo solleva sulle proprie spalle per infine sbatterlo di schiena sul tappeto.

## Powerslam
È una delle mosse di base del wrestling professionistico e consiste nel sollevare l'avversario per farlo ricadere a terra.
Può essere eseguita con infinite varianti.

## Pumphandle
Prevede che l'escutore prenda da dietro l'avversario per piegarlo in avanti e gli blocchi un braccio tra le proprie gambe per poi sollevarlo di peso alzandolo fino al proprio petto prima di lanciarsi in avanti e provocare (od accompagnare) la caduta ed abbattersi sul corpo di esso schiacciandolo al tappeto. Conosciuta anche come Pumphandle drop.

### Pumphandle Drop
Conosciuto anche come tilt slam o powerlam cadente con manico a pompa, il lottatore si trova dietro l'avversario e lo piega in avanti. Una delle braccia dell'avversario viene tirata indietro tra le gambe e trattenuta, mentre l'altro braccio viene agganciato. Il lottatore quindi solleva l'avversario finché non è parallelo al petto del lottatore, quindi si lancia in avanti, spingendo la schiena dell'avversario a terra con il peso del lottatore sopra di lui.

### Pumphandle Fallaway Slam
Il lottatore aggancia l'avversario come uno schianto a pompa, quindi il lottatore esegue i movimenti del corpo per lo schianto fallaway, eseguendo il rilascio dell'avversario mentre entra nell'apice del lancio, invece che all'apice o appena oltre l'apice del lancio come quando si esegue il fallaway slam . Di solito l'avversario aggiunge quindi uno sforzo per ottenere rotazioni extra in aria per effetto o per assicurarsi che non subisca l'urto dalla sua parte.

### Pumphandle Slam
Il lottatore sta dietro al suo avversario e lo piega in avanti. Una delle braccia dell'avversario viene tirata indietro tra le gambe e trattenuta, mentre l'altro braccio viene agganciato (manico della pompa). Il lottatore attaccante usa la presa per sollevare l'avversario sopra la spalla, mentre sopra la spalla il lottatore attaccante cadrebbe in avanti per sbattere l'avversario contro il tappeto all'indietro, normalmente il tipo di powerslam consegnato è un powerslam frontale . La mossa può anche vedere altre varianti di un powerslam utilizzato, in particolare in una posizione di schianto sul marciapiede . Ben Davis e Titus Carell usano il pumphandle slam come finisher, Davis usa un implant slam chiamandolo The Plantation Punk Slam mentre Carell usa uno spinning slam chiamandolo Spinerella Slam.Rhea Ripley usa la mossa stessa o una versione powerbomb chiamata "Riptide".

### Sitout Pumphandle Slam
Il lottatore solleva l'avversario come con un pumphandle slam, ma cade in posizione seduta e lascia cadere l'avversario tra le gambe come con un michinoku driver II . Anche Kenta Kobashi ha usato questa mossa come finisher, ma il suo sembrava più un sitout Powerbomb ma con un manico a pompa, ha chiamato questa mossa Kentucky Bomb .

## Shin Breaker
Il lottatore affronta l'avversario di lato, leggermente dietro, quindi infila la testa sotto l'ascella vicina dell'avversario e afferra la gamba vicina dell'avversario, piegandola completamente. Il lottatore quindi solleva l'avversario e lo sbatte verso il basso, spingendo una delle ginocchia del lottatore nella gamba piegata dell'avversario. Questa mossa viene utilizzata per indebolire la gamba per una manovra di sottomissione.

## Shoulderbreaker
Uno spaccaspalla è qualsiasi mossa in cui il lottatore sbatte la spalla dell'avversario contro qualsiasi parte del corpo del lottatore, di solito lo stinco o il ginocchio. Questa mossa viene normalmente utilizzata per indebolire il braccio per una manovra di sottomissione o per rendere più difficile per l'avversario calciare fuori da un possibile tentativo di schienamento. La versione più comune vede il lottatore capovolgere l'avversario e far cadere l'avversario con la spalla prima sul ginocchio del lottatore. Di solito l'avversario è tenuto sopra la spalla del lottatore in una posizione di powerslam o, meno comunemente, in una posizione di powerslam invertita per quello che a volte viene chiamato spaccaspalle invertito.

## Snake Eyes
Questa mossa vede il lottatore in piedi posizionare l'avversario a pancia in giù sulla spalla in modo che entrambi siano rivolti nella stessa direzione. Il lottatore attaccante quindi fa cadere l'avversario a faccia in giù nel tenditore o nelle corde. Questa mossa è più comunemente usata da The Undertaker . Johnny Gargano usa una variante chiamata Lawn Dart , dove lancia l'avversario a faccia in giù sul secondo tenditore.

## Rolling Thunder
Mossa tipica della Lucha Libre messicana e che viene eseguita dall'attaccante quando il suo avversario è al tappeto. Consiste nel correre in direzione dell'avversario realizzare una capriola sul tappeto ed eseguire un piccolo salto in modo da cadergli addosso con la schiena.

## Spear

Animazione della spear di Edge

Derivante dal football americano e dal rugby, questa tecnica prevede che l'esecutore, correndo, colpisca l'avversario con la propria spalla all'altezza dell'addome in modo da effettuare una sorta di "placcaggio". Solitamente viene eseguita in diagonale da un angolo all'altro del ring, ma può anche essere effettuata parallelamente ai lati del ring.
Esiste una variante di quella classica, nota come Striking Spear, che non cintura l'avversario; in questo modo l'avversario non viene accompagnato a terra e subisce più impatto.

## Spinebuster
Viene eseguita ponendosi di fronte all'avversario per afferrarlo alla vita ed alzandolo prima di effettuare una rotazione e farlo ricadere a terra ed infine buttandosi addosso a lui.

## Snapmare
Con la schiena del lottatore rivolta all'avversario, applica un blocco facciale di tre quarti (noto anche come cravate) e, inginocchiandosi o piegandosi, tira l'avversario in avanti, facendolo cadere sopra la spalla sul tappeto, prima indietro. Un'altra variazione, a volte chiamata "giumenta volante", vede il lottatore tirare l'avversario per i capelli sopra la spalla prima di sbatterlo sul tappeto.

### Rolling Snapmare
Questa variazione dello snapmare vede l'applicazione del facelock con l'acquisizione all'avversario, ma piuttosto che il lottatore che rimane fermo, rotola con lo slancio dell'avversario.

### Snapmare Driver
Una variazione ad alto impatto dello snapmare in cui invece di capovolgere l'avversario, il lottatore si lascia cadere sul petto o sulle ginocchia e spinge la testa dell'avversario verso il tappeto prima con la fronte, con il blocco facciale di tre quarti molto simile a un cutter . Esiste anche una variazione invertita di questa mossa. Tuttavia, il lottatore tiene la testa dell'avversario in una posizione schiena contro schiena, prima di eseguire la mossa. Adam Rose ha usato questo come Party Fallo . Melina ha usato questa mossa dopo il suo ritorno nel 2010, in particolare per vincere il suo secondo campionato Diva a SummerSlam 2010 . Cavaliere LAha anche iniziato a usare questa mossa quando è entrato a far parte di NXT, ma è preceduta da un calcio allo stomaco chiamato BFT . Madcap Moss usa uno spaccacollo inverso come variazione di questa mossa, chiamandola Punchline .

### Snapmare Neckbreaker
Una combinazione ad alto impatto dello snapmare e dello spaccacollo che cade. Con le spalle del lottatore all'avversario, applica un blocco facciale di tre quarti e poi tira in avanti l'avversario, lanciandolo sopra la spalla, prima di girarsi per atterrare in uno spaccacollo . Tyson Kidd l'ha usato brevemente come sua mossa finale nel 2009.

## Suplex
Consiste nel sollevare l'avversario e poi rovesciarsi (oppure rovesciare solo l'avversario) e facendolo impattare a terra.
Può essere eseguita con infinite varianti.

## Sweeps

### Armbar Legsweep
Il lottatore sta accanto al suo avversario su entrambi i lati, incrocia il braccio contro la mano opposta dell'avversario di fronte ad esso (poiché il lottatore sta accanto all'avversario e usa ad esempio il braccio destro, lo incrocerebbe contro il braccio sinistro dell'avversario e viceversa). Da questo punto, il lottatore mette la gamba davanti alla gamba opposta dell'avversario e cade all'indietro, facendo sbattere il braccio dell'avversario contro il tappeto.

### Half-Nelson Legsweep
Il lottatore sta dietro, leggermente di lato e di fronte all'avversario. Il lottatore raggiunge sotto una delle braccia dell'avversario con il braccio corrispondente e posiziona il palmo della mano sul collo dell'avversario, forzando così il braccio dell'avversario in aria (il mezzo nelson). Il lottatore usa quindi l'altro braccio per tirare l'altro braccio dell'avversario dietro la testa dell'avversario, quindi entrambe le braccia dell'avversario sono bloccate. Il lottatore quindi aggancia la gamba vicina dell'avversario e si lancia all'indietro, spingendo l'avversario a terra per primo. Questo è stato il finisher di Byron Saxton , soprannominato "Saxonation".

### Russian Legsweep
Conosciuto anche come una spazzata laterale russa e chiamato spaccacollo da Gorilla Monsoon . Questa è una mossa in cui un lottatore sta da un lato all'altro e leggermente dietro all'avversario, rivolto nella stessa direzione, e si allunga dietro la schiena dell'avversario per agganciare la testa dell'avversario con l'altra mano estendendo il braccio più vicino dell'avversario, poi mentre agganciando la gamba dell'avversario, il lottatore cade all'indietro, trascinando l'avversario sul tappeto per primo. C'è anche una variazione di salto della spazzata russa, che è simile nell'esecuzione a quella del flatliner che salta e diverse versioni modificate del movimento.

### Cobra Clutch Legweep
Chiamato anche Cobra clutch buster , il lottatore mette il suo avversario nella cobra clutch , quindi si trova su un lato dell'avversario, aggancia il piede più vicino dietro la gamba più vicina dell'avversario e si lancia all'indietro, costringendo l'avversario all'indietro a terra. Ted DiBiase e suo figlio Ted DiBiase Jr hanno usato questa mossa come mossa finale.

### Forward Russian Legsweep
Il lottatore afferra l'avversario per il braccio e va dietro di lui tenendo il braccio e agganciando la gamba dell'avversario. Il lottatore quindi piega la schiena dell'avversario e sbatte la faccia sul tappeto. Il legweep russo in avanti è stato reso popolare da Jeff Jarrett , che ha iniziato a utilizzare la manovra come finisher alla fine degli anni '90 e lo chiama The Stroke .

### Full Nelson Russian Legsweep
Una leggera variazione della spazzata russa in avanti, il lottatore si avvicina all'avversario da dietro e lo posiziona in un full nelson prima di agganciargli la gamba. Il lottatore quindi cade in avanti in un modo quasi identico, sbattendo l'avversario a faccia in giù contro il tappeto. Il praticante più notevole di questa variante è The Miz, che chiama la mossa Skull Crushing Finale e la usa come mossa finale dall'agosto 2009.

### Three Quarter Facelock Legsweep
Il lottatore si trova di fronte, di fronte e leggermente di lato rispetto all'avversario. Il lottatore quindi si allunga dietro di sé e applica un blocco facciale di tre quarti all'avversario. Il lottatore quindi aggancia la gamba vicina dell'avversario con la propria gamba vicina e spazza via la gamba, lanciandosi contemporaneamente all'indietro, spingendo così l'avversario a terra (con il peso del lottatore sopra di lui) e straziando il collo dell'avversario. L'ex wrestler WCW Lash Leroux è meglio conosciuto per aver usato questa mossa come finisher che chiama Whiplash '00 .

### Schoolboy Legsweep
Questa tecnica dà il nome al bump dello scolaro e viene eseguita quando il lottatore si mette dietro l'avversario, si inginocchia, mette la mano tra le gambe dell'avversario, agganciando i fianchi dell'avversario e tira all'indietro. Questo tira l'avversario all'indietro, con le gambe raddrizzate e intrappolate, costringendolo a cadere all'indietro, sopra il lottatore, piatto sul pavimento.

## STO
Si esegue mettendo il braccio sulla spalla dell'avversario e lo si butta a terra con uno sgambetto.

### Ranhei
Nella fase di caduta, invece che uno sgambetto, si conclude con una capriola in avanti. Chiamata anche Inverted Russian Legsweep.

### Backflip STO
Ulteriore variante, che consiste nel concludere la mossa con uno Standing Moonsault.

### Arm-Trap Cradle Backflip STO
Il lottatore affronta l'avversario, si abbassa sotto il braccio dell'avversario più vicino a lui, avvolge il braccio più vicino attorno alla vita dell'avversario e poi esegue rapidamente un salto in avanti mentre spazza la gamba dell'avversario, facendo cadere l'avversario sulla schiena, finendo in un perno della culla .Questa mossa è stata innovata da Madoka come Ranhei . È stato reso popolare anche da Kofi Kingston , che lo chiama SOS .

### Chokehold STO
Shelly Martinez esegue l' FTS (chokehold STO) su Alexia Nicole.
Questa mossa è una STO in cui il lottatore applica prima uno strangolamento con una mano prima di spazzare la gamba dell'avversario. Alexa Bliss la usa come mossa caratteristica, normalmente seguita dai suoi ripetuti colpi con la corda.

### Front Facelock STO
Questa variazione della STO vede l'attaccante applicare una presa frontale sul suo avversario e spazzare la gamba dell'avversario e cadere in avanti, con l'avversario che atterra sul collo e sulle spalle. Esiste anche una variante di blocco in cui l'attaccante mantiene applicato il blocco frontale mentre copre leggermente l'avversario.

### Running STO
STO effettuata in corsa.

### Reverse STO/Flatliner
Ben noto come colpo completo o STO inverso, questa è una mossa in cui un lottatore sta da un lato all'altro e leggermente dietro all'avversario, rivolto nella direzione opposta, e raggiunge il busto dell'avversario con un braccio sul petto dell'avversario con la mano che tiene l'altra mano che si trova dietro la testa dell'avversario. Il lottatore quindi cade all'indietro, spingendo l'avversario sul tappeto a faccia in giù. Il lottatore può anche incrociare la gamba tra la gamba dell'avversario prima di colpire il reverse STO, con questa leggera variazione nota come leg hook reverse STO. È stato innovato da Gedo .

### Arm-Trap Flatliner
Questa mossa vede il lottatore stare fianco a fianco con l'avversario, piegando il braccio dietro la testa dell'avversario con un angolo di 90 ° e mettendo la sua gamba vicina davanti alla gamba più vicina dell'avversario. Il lottatore quindi spinge l'avversario in avanti e lo trascina rapidamente all'indietro, con l'attaccante che atterra sulla schiena mentre l'avversario cade a faccia in giù per primo.

### Elevated Flatliner
In questa variazione il lottatore prima blocca l'avversario in una serratura flatliner standard, poi vede l'avversario e mette le sue caviglie su una superficie elevata (di solito corda superiore, o tenditore a vite, o barricata fuori dal ring), il lottatore poi cade all'indietro, guidando l'avversario a faccia in giù sul tappeto. Un'altra variazione di questa mossa include l'avversario in piedi sul grembiule fuori dal ring, e il lottatore attaccante prima afferra l'avversario e lo tira sopra la corda superiore fino a quando le caviglie dell'avversario non coincidono con le corde, il lottatore attaccante poi cade all'indietro, spingendo l'avversario a faccia in giù nel tappeto.

### Gory Special Flatliner
Il lottatore blocca una sottomissione back-to-back backbreaker (meglio conosciuta come Gory Special) e poi fa cadere l'avversario in uno Swinging flatliner.

### Jumping Flatliner
Una variazione del flatliner, questa mossa vede il lottatore saltare verso il lato di un avversario e afferrargli la testa prima di cadere all'indietro sul tappeto, piantando l'avversario a faccia in giù.

### Lifting Flatliner
Una leggera variazione del flatliner, questa mossa vede un lottatore eseguire esattamente lo stesso set-up ma invece di cadere immediatamente all'indietro, solleva l'avversario prima di lasciarlo cadere a faccia in giù sul tappeto, rendendolo simile a un flapjack . È stato innovato da Chris Kanyon . La mossa finale di Baron Corbin è una variante di questa mossa chiamata End of Days mentre Angelina Love usa la mossa come firma (in precedenza una mossa finale) chiamata Lights Out . Un'altra variante di questa mossa prevede l'uso di un sollevamento con manico a pompa in cui il lottatore prepara l'avversario per una presa con manico a pompa e poi lo solleva nell'esecuzione della mossa. Pete Dunneusa questa variazione come finisher precedentemente chiamata Drop Dead ma ora conosciuta come Bitter End . Austin Theory utilizza una versione capovolgente di questa mossa in cui, a un avversario piegato, aggancia il braccio vicino del suo avversario con il braccio lontano e aggancia la gamba vicina con il braccio vicino.

### Swinging Flatliner
Un'altra variante del flatliner, questa mossa vede un lottatore afferrare il proprio avversario intorno al collo e inclinarlo all'indietro. Il lottatore quindi fa oscillare il suo avversario, sbattendolo a faccia in giù contro il tappeto. Bray Wyatt usa questa manovra come sua mossa finale, che chiama Sorella Abigail .

## Stunner
La stunner (three-quarter facelock Jawbreaker), è una Jawbreaker innovata da Steve Austin.